# Omonadus floralis
Omonadus floralis är en skalbaggsart som först beskrevs av Carl von Linné 1758.  Omonadus floralis ingår i släktet Omonadus och familjen kvickbaggar. Arten är reproducerande i Sverige. Inga underarter finns listade i Catalogue of Life.

## Bildgalleri

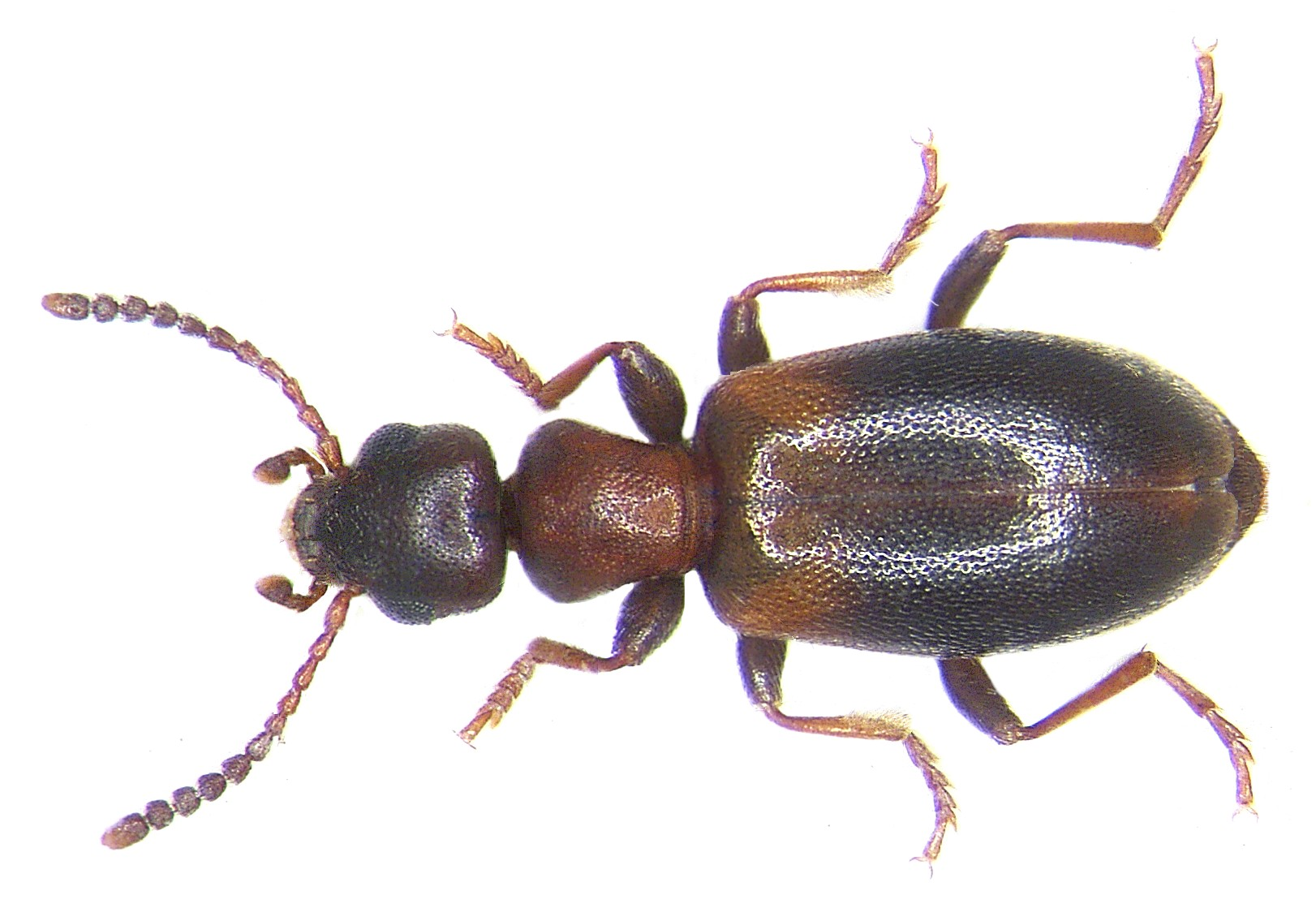
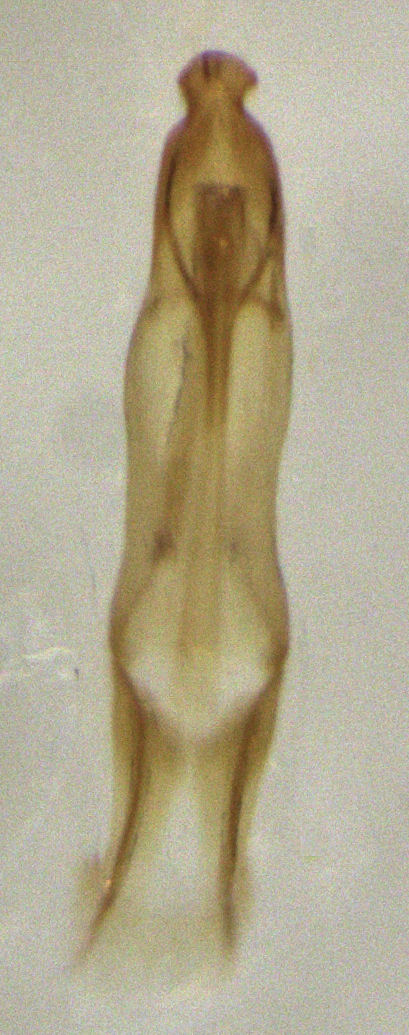
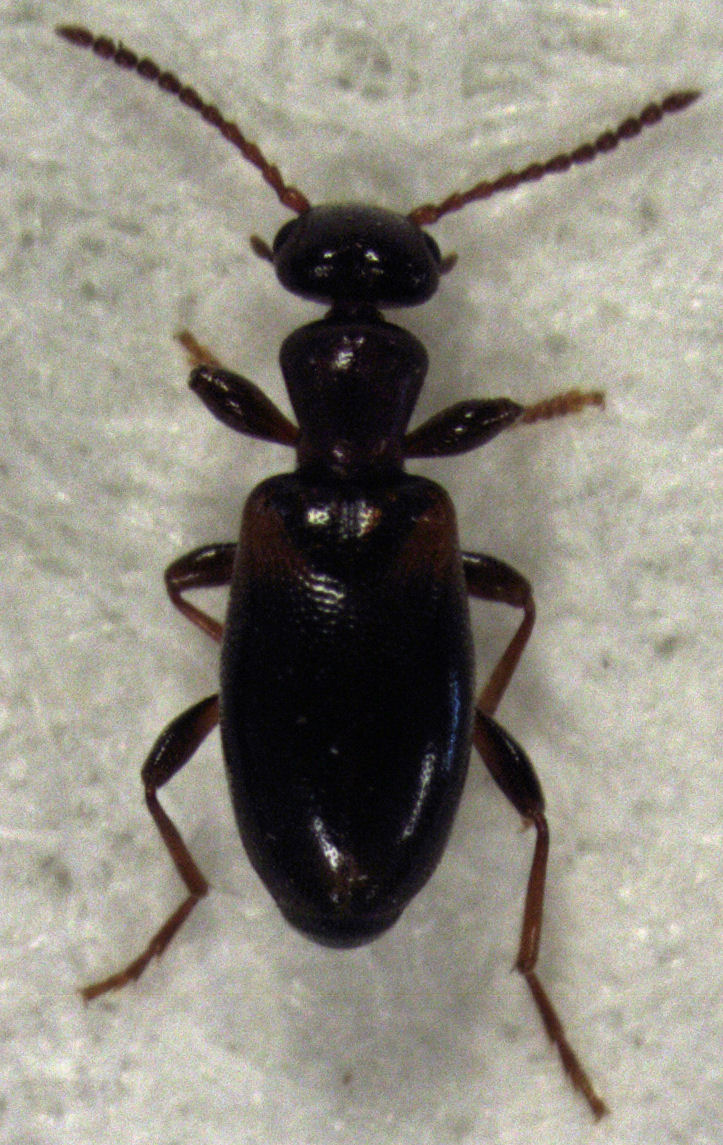